# Santuario di Banchette
Il santuario di Banchette è un santuario mariano situato in frazione Banchette, nel comune di Bioglio, in provincia di Biella, non lontano dal comune di Pettinengo.

## Storia

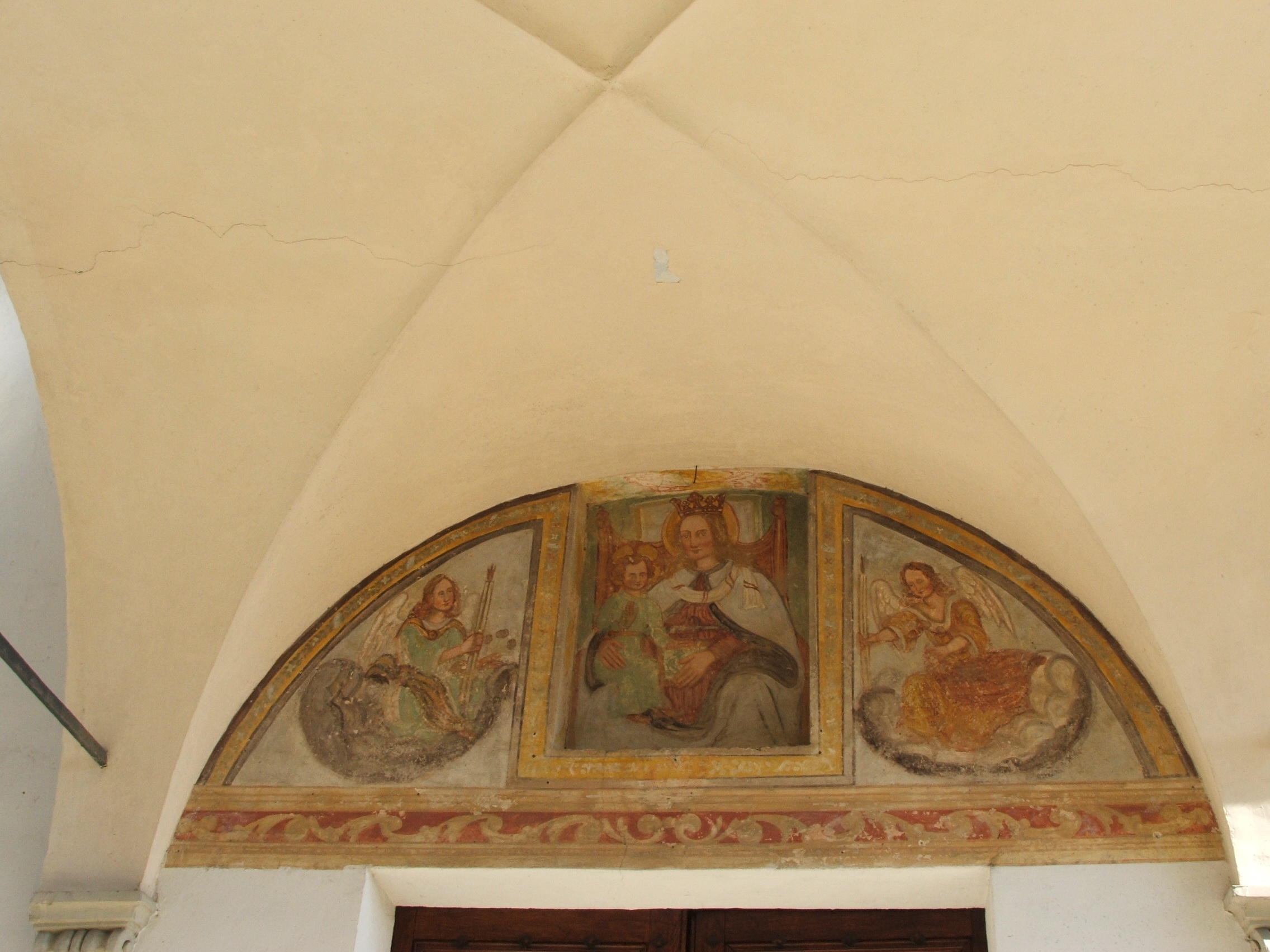
Affreschi nel portico

La chiesa sorge nell'area naturale della Quargnasca (Parco della Rovella) a 675 m s.l.m. ed è un santuario extradiocesano gestito dai Padri barnabiti di Genova. L'edificio attuale fu eretto dai Barnabiti sui resti dell'antica chiesa usata nel 1630 come lazzaretto durante un'epidemia di peste. 
L'aspetto odierno è frutto di una serie di restauri compiuti all'inizio del XX secolo sull'impianto originale della chiesa cinquecentesca della quale restano soltanto la facciata e parte delle navate laterali. 
Secondo la tradizione, il santuario fu eretto per riparare al gesto sacrilego compiuto da un folle, che sfregiò l'affresco della Madonna presente su una colonna colpendola con un sasso. Da questo gesto nacque il soprannome di "Madonna del livido" (Madonna dal bull in dialetto), il cui affresco rovinato è ancora oggi visibile all'interno della chiesa. Sul retro del santuario un edificio, costruito alla prima metà del Settecento grazie al lascito di un ufficiale spagnolo ed adibito a casa vacanze per pellegrini, ospita oggi un ristorante.
Per la sua posizione collinare e avvolta dal verde di un boschetto ai piedi del Monte Rovella e prossima al Torrente Quargnasca, il santuario è meta di pellegrinaggi e, soprattutto, di cerimonie nuziali. È facilmente raggiungibile dalla strada provinciale che attraversa la Valle di Mosso.

## Escursionismo

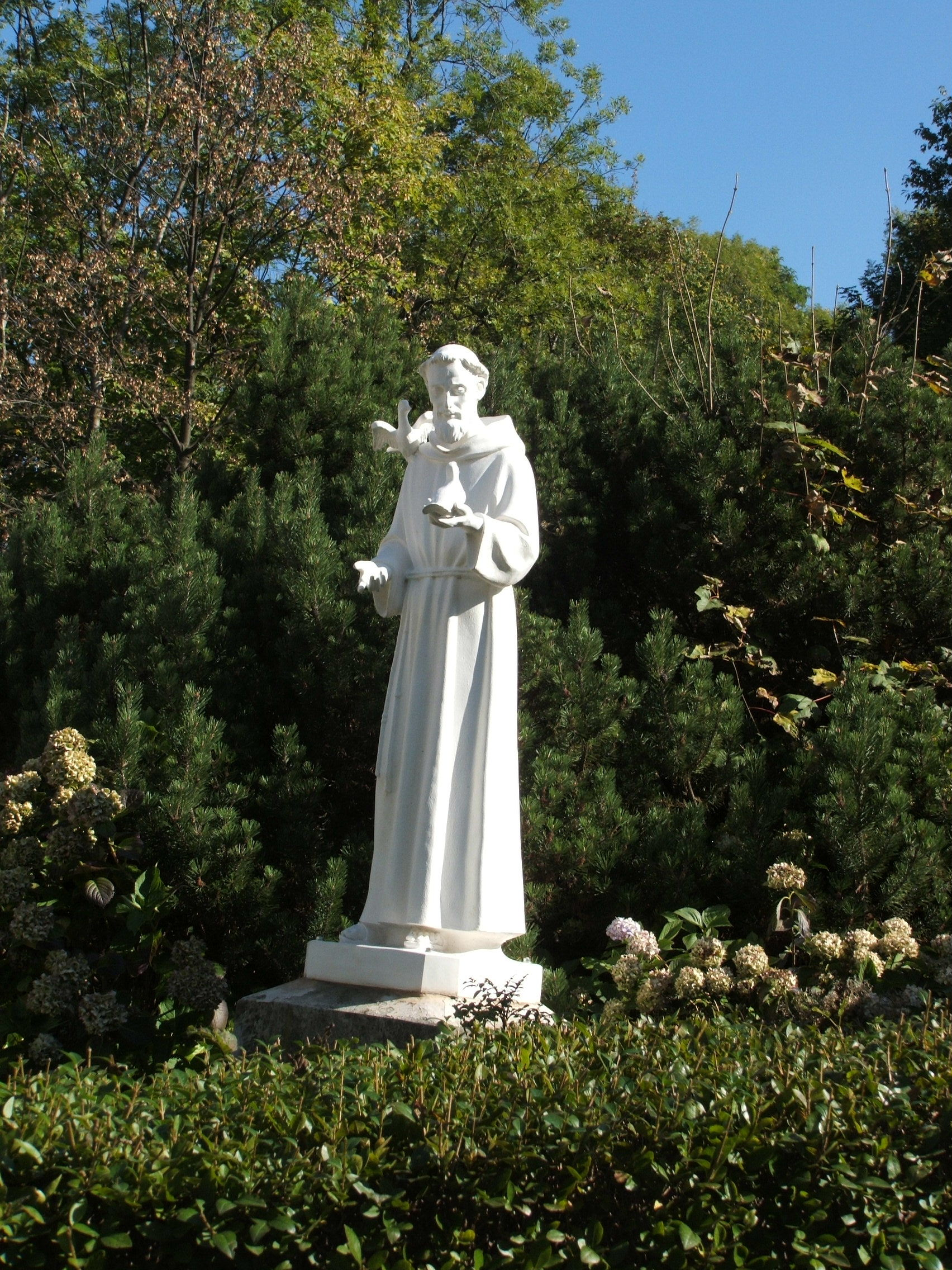
Statua di san Francesco d'Assisi all'ingresso del santuario

Assieme al santuario della Brugarola, presso Ailoche, al Santuario del Mazzucco a Camandona e al santuario di Nostra Signora della Brughiera, a Trivero, fa parte del gruppo di santuari minori del biellese che si snodano lungo gli itinerari escursionistico-devozionali CoEUR e Cammino di San Carlo.